# Église Saint-Guillaume de Strasbourg
Pour les articles homonymes, voir Église Saint-Guillaume.
L’église Saint-Guillaume (également appelée Wilhelmerkirche en allemand) est une église gothique de Strasbourg, où le culte luthérien est célébré depuis 1534. Située à la jonction des quais des Bateliers et des Pêcheurs mais légèrement en retrait, elle est remarquable pour sa situation pittoresque au bord de l'Ill, son aspect extérieur de travers, ainsi que son riche équipement intérieur, mêlant le gothique et le baroque.
La paroisse est membre de l'Union des Églises protestantes d'Alsace et de Lorraine. Elle promeut les personnes LGBT à travers l'Antenne inclusive Saint-Guillaume.

## Histoire

### Période catholique
Le chevalier Henri de Müllenheim, revenant indemne de la croisade, entreprend d'édifier vers 1298 un couvent de moines mendiants, des Guillemites, dans ce quartier marécageux alors situé extra muros. L'édifice allongé, consacré en 1301 et achevé en 1307, est le seul vestige de cet ensemble. Toute en brique et non voûtée, l'église correspond bien à l'idéal de cet ordre, notamment par la construction de la nef unique, ainsi que par la simplicité de la forme extérieure. Couverte d'un toit à versants, elle possède une nef plafonnée et prolongée par un chœur polygonal profond, éclairé de hautes fenêtres, qui trahit sa fonction originelle de salle de réunion pour les frères. L'église, de par sa proximité avec le port et les quais, est choisie en 1331 comme paroisse par la corporation des Bateliers, venant de s'établir.

### Période protestante

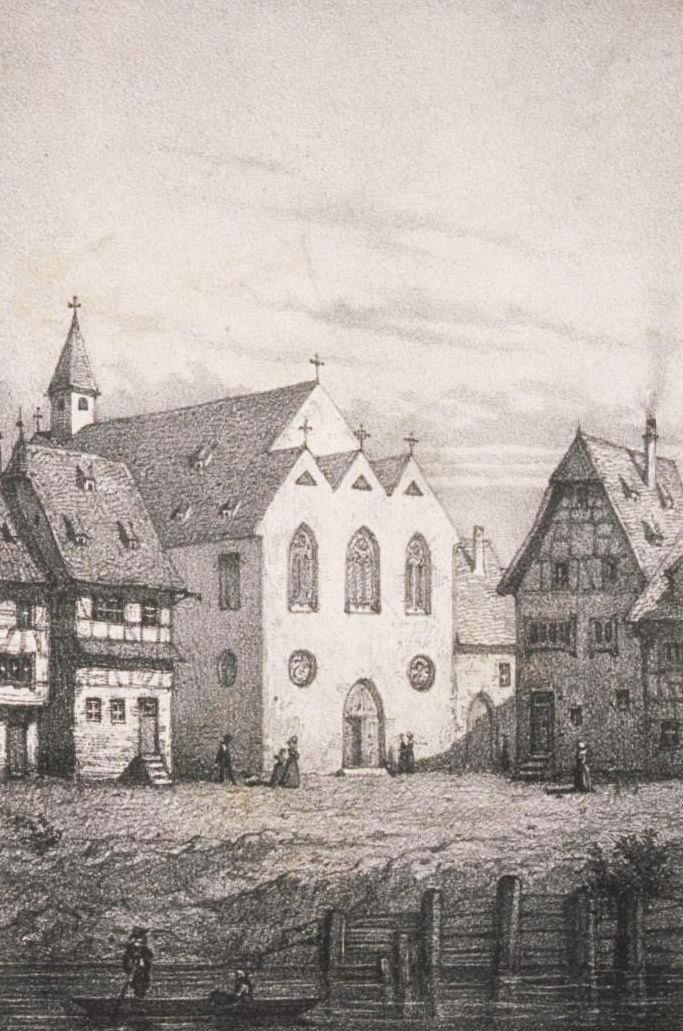
L'église au, représentée par Alfred Touchemolin.

Le couvent tombe cependant dans une période moins faste au XVe siècle, avant de connaître le mouvement réformateur gagnant Strasbourg à la fin de ce siècle. Ainsi, un prédicateur évangélique est réclamé dès 1524 par les bateliers. Malgré tout, l'opposition des moines demeure très forte et le premier culte protestant n'est célébré que dix années plus tard, en 1534. Le couvent ferme ses portes en 1553, avant d'être aménagé en internat pour le prestigieux gymnase, ancêtre de l'actuelle université, où ont enseigné Martin Bucer et Jean Calvin. Saint-Guillaume devient alors une des sept paroisses luthériennes de la ville.

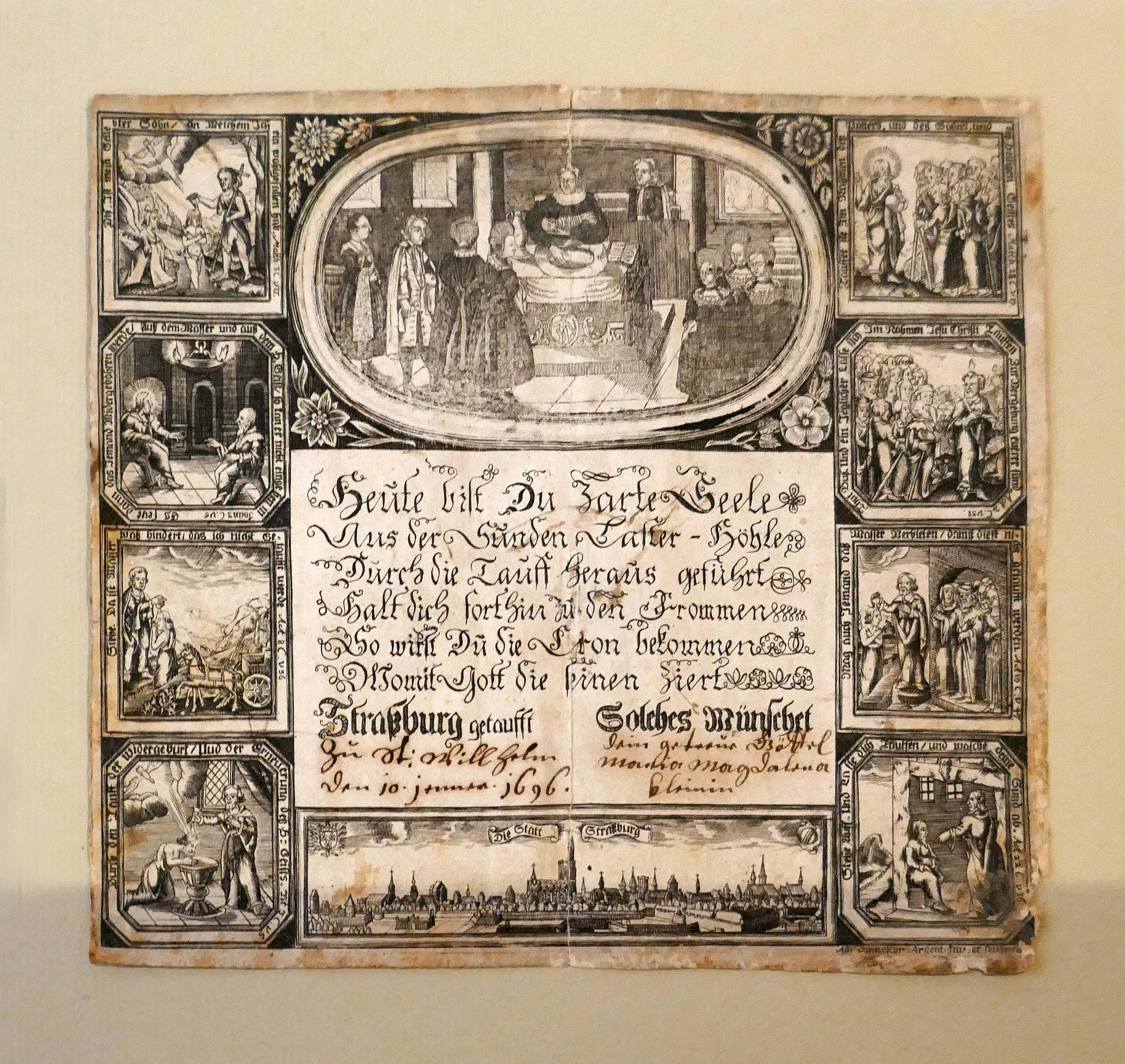
Lettre de baptême protestante (1696).

Devenue église paroissiale, le clocher est construit en 1667. Réunissant les trois pignons de la façade principale, dont les fenêtres triangulaires marquent les pointes, l'architecte entreprend la construction d'une flèche. Cependant, l'ancien porche, épousant le tracé de la rue, présente un plan trapézoïdal : la tour n'étant que son prolongement, le clocher est asymétrique.
L'installation de travers que présente le bâtiment est due à l'instabilité du sol sur lequel il a été construit. Le vestibule possède un portail gothique et les fragments d'un jubé, datant de 1485, sont visibles. L'église, y compris le jubé et les vitraux figurés de la tribune, de la nef et du chœur, sont inscrits aux monuments historiques par arrêté du 30 décembre 1985.
En 1885, l'organiste Ernest Münch (1859-1928) fonde le chœur de Saint-Guillaume, pendant protestant de celui de la cathédrale Notre-Dame. Il a une réputation qui dépasse l'Alsace. Il est par la suite dirigé par des chefs d'orchestre de renom, tels que Wilhelm Furtwängler, John Eliot Gardiner et bien sûr Charles Munch, le fils du fondateur.
En 2013, le pasteur Christophe Kocher organise une prière avant la Marche des fiertés de Strasbourg. En 2016 est fondé l'Antenne inclusive Saint-Guillaume, lieu d'accueil inconditionnel pour  les personnes chrétiennes homosexuelles, bi ou trans. A cette occasion, la paroisse invite la pasteure Nadia Bolz-Weber à prêcher. La paroisse s'engage pour la bénédiction des couples de même sexe, qui est permise par l'UEPAL à partir de 2019,,.

## Architecture

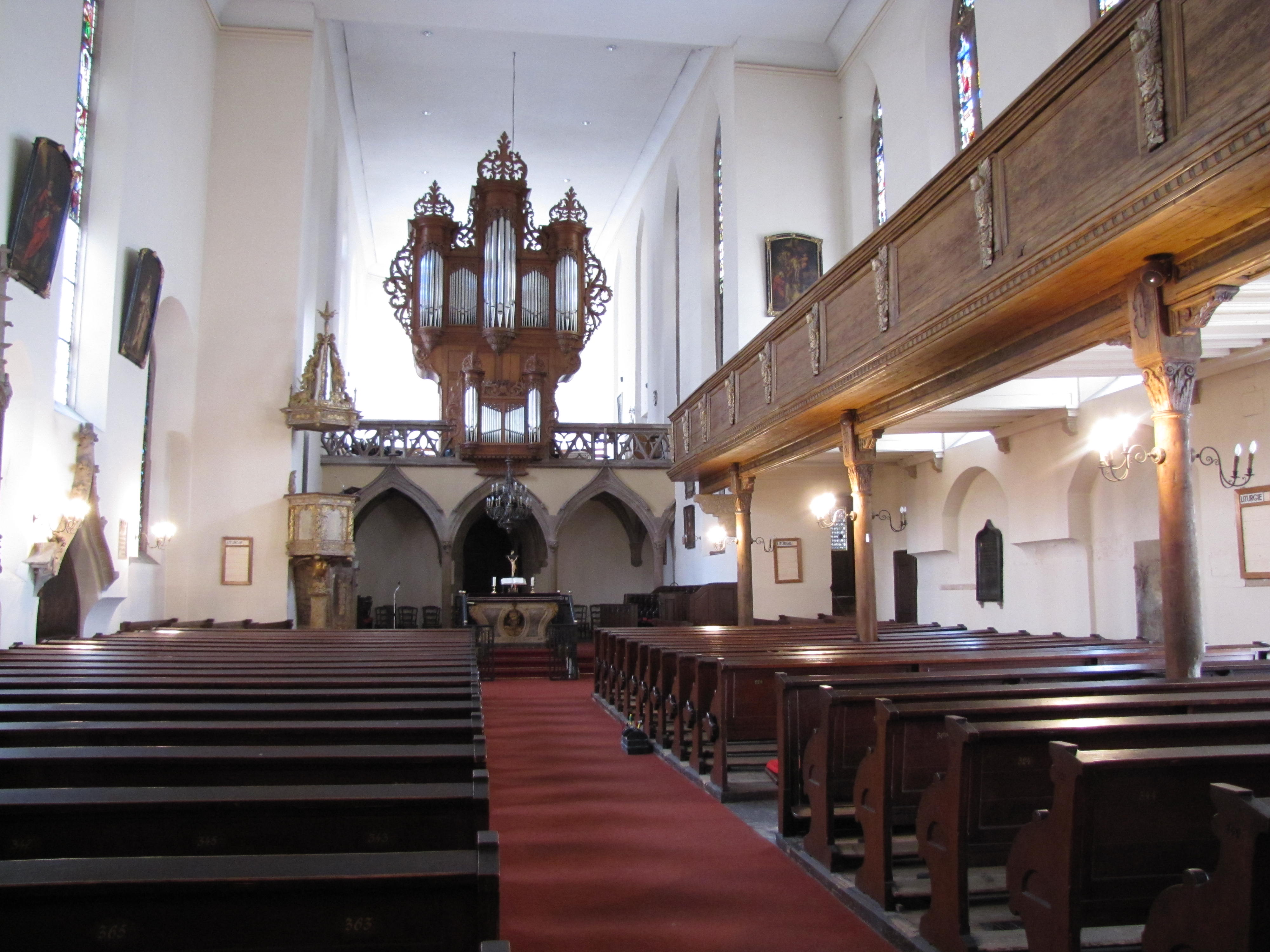
La nef de l’église Saint-Guillaume et son plafond plat.

L'autel principal en stuc, date de 1767 et la clôture en fer forgé qui l'entoure de 1803. La chaire, en bois taillé et doré, est datée de 1656 : de style cartilage, elle est portée par un pélican. Tous trois sont classés monuments historiques depuis 1987 à titre d'objets. Un panneau en châtaignier, taillé, peint en polychromie et doré, date du premier quart du XVIe siècle. Représentant la conversion de Guillaume d'Aquitaine, il est classé monument historique depuis le 15 septembre 1971 à titre d'objet. Le siège du célébrant, en bois sculpté, date de 1672.

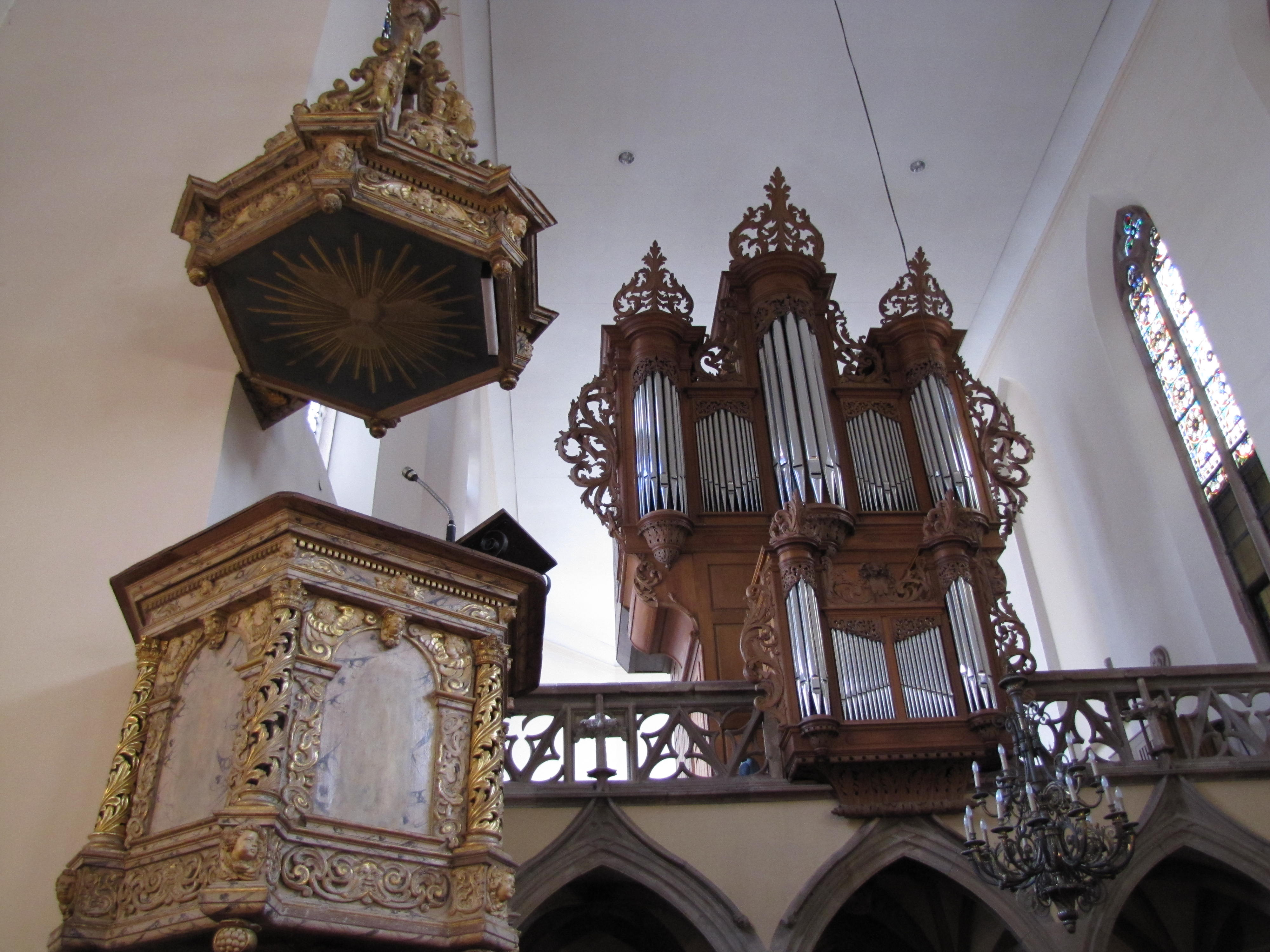
La chaire et l’orgue néo-baroque de l’église Saint-Guillaume.

La nef ainsi que l'arrière du chœur présentent de nombreuses dalles funéraires, datant du Moyen Âge. La plus célèbre est le somptueux tombeau double des frères Philippe et Ulrich von Werd, landgraves d'Alsace, datant du XIVe siècle. Exécuté en grès rouge sous forme de gisants superposés par le sculpteur Woelflin de Rouffach, il présente un enfeu, décoré d'une peinture murale.
Vingt-huit plaques armoriées, en métal polychrome doré, commémorent le souvenir des administrateurs de la paroisse, Kirchenpfleger ou Oberkirchenpfleger. On trouve parmi eux des bourgeois de Strasbourg, des membres de différents conseils, des pasteurs ou encore des diacres. Une mention précise de leur élection, et parfois de leur âge, est faite pour chacun. Les plaques sont réunies sur un panneau de bois vers 1900, en y ajoutant une vingt-neuvième, plus moderne, commémorant le fondateur de l'église, Henri de Mullenheim (1300-1306). Datées de 1659 à 1764, les plaques sont classées monument historique depuis le 27 mai 2005 à titre d'objet.

### Porche
Le porche subit une restauration en 1488, lors du redressement du couvent. Les statues l'ornant sont supprimées et seuls les dais et les consoles sont conservées. Ces dernières représentent des scènes religieuse, telle que sainte Marguerite et le dragon, et profane : une sirène accueillant les fidèles. Le porche est la seule partie de l'église couverte d'ogives : une voûte céleste décore les clefs, avec le soleil, la lune et les étoiles.

### Nef
Des enfeus, datant de la fin du XVe siècle, sont installés au Nord de la nef. Celui situé à gauche, le plus soigné, représente un chien. Symbolisant la fidélité, il est parfois attribué à Hans Hammer, architecte et sculpteur à la cathédrale Notre-Dame. Des tribunes sont construites en 1589 et 1636, afin d'accueillir les fidèles protestants, dans un quartier en pleine expansion.

### Chœur
Un jubé, datant de 1485, coupe le chœur en son milieu. Séparant initialement le chœur des moines de la nef des fidèles, il devient par la suite inutile et est reculé en 1656, mais tronqué sur ses côtés - le départ des travées détruites est encore visible. Des clefs de voûte sculptées, représentent au centre Dieu le Père, ainsi que les symboles des quatre Évangélistes.

### Orgue

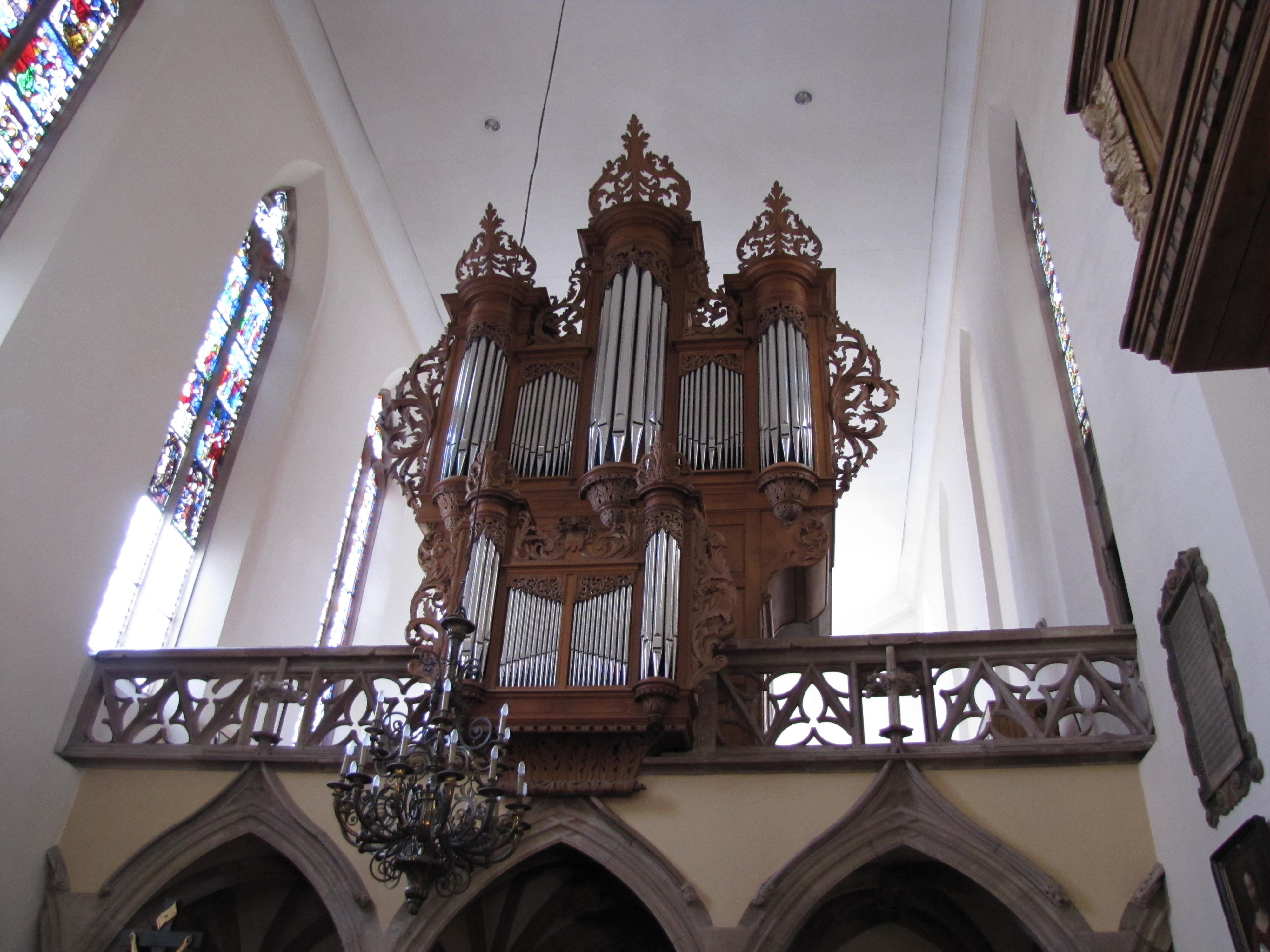
L’orgue de Saint-Guillaume est placé sur le jubé.

L'église abrite un orgue d'André Silbermann en chêne, le plus ancien orgue Silbermann de Strasbourg à être resté sur place. Cependant, seul le buffet baroque de 1728 est conservé dans son état original. Le grand orgue et le positif sont classés monuments historiques depuis le 15 avril 1987 à titre d'objets. La bonne acoustique de l'église lui permet depuis la fin du XIXe siècle de servir également de cadre à des représentations de musique classique et en particulier des passions de Johann Sebastian Bach. Cyril Pallaud est l’organiste titulaire depuis 2019. 

### Tableaux
Un ensemble de quatre tableaux est peint par André Widemann en 1745-1746. Dans des cadres rococo, ils représentent la déposition de la Sainte Croix, saint Jacques le Majeur, saint André et saint Simon. L'église renferme également un tableau de la Sainte Cène, datant de la seconde moitié du XVIe siècle.

### Vitraux

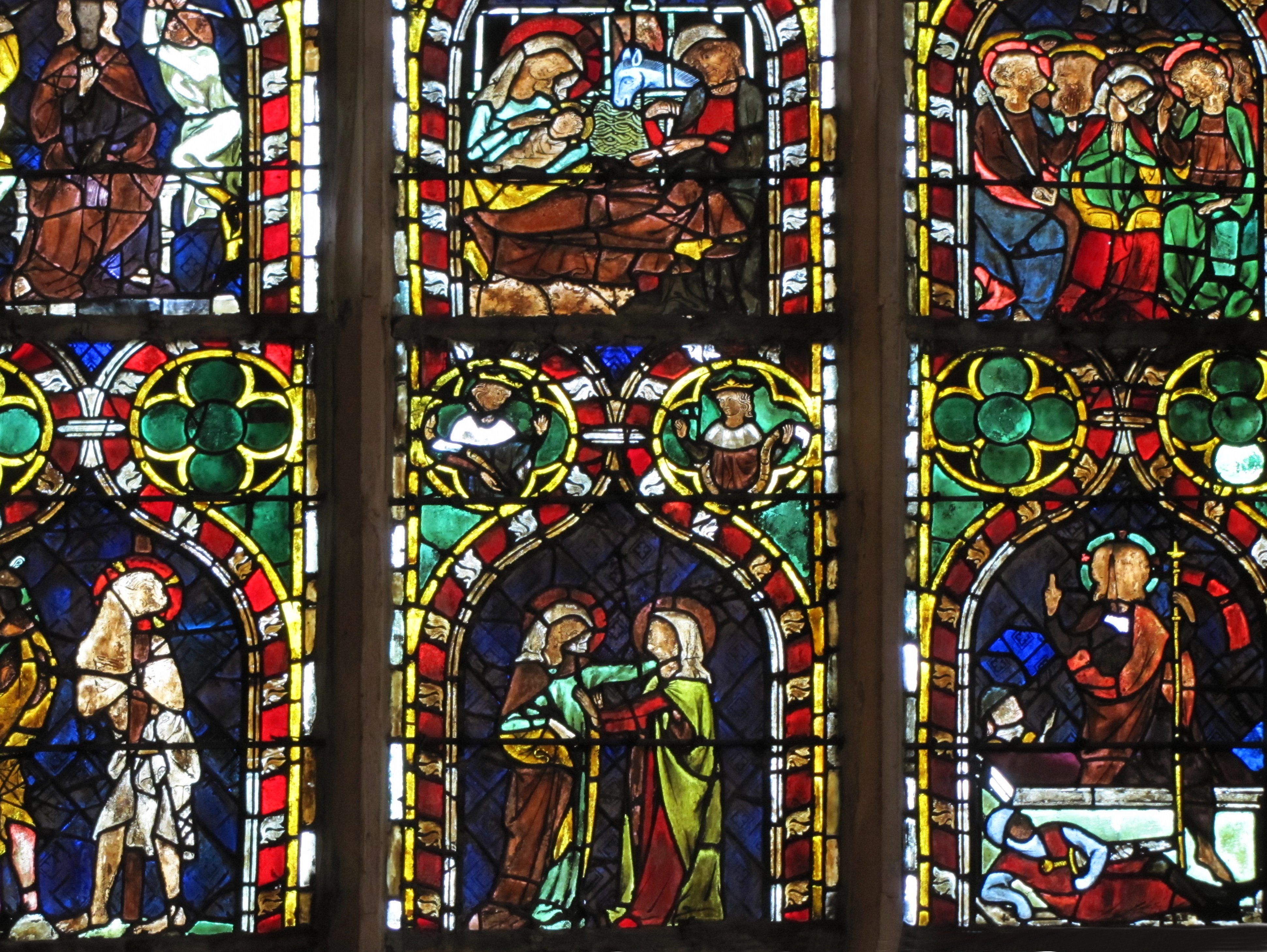
Verrière "Vie du Christ" (1310 restaurée en 1872)

La nef de l'église est éclairée de nombreux vitraux, datant de l'âge d'or du gothique et du gothique tardif. Dans l'entrée du chœur, le vitrail ouest est le dernier témoin de la première vitrerie de l'édifice, vers 1310. Auparavant situé dans le chœur, dans l'axe, il figure la Vie du Christ, de l'Annonciation à la Résurrection avec, à la base, l'arbre de Jessé. Les vitraux de la nef sont marqués par les réfections du troisième quart du XVe siècle. Ils subissent tour à tour catastrophes naturelles, guerres, puis restaurateurs qui, au XIXe siècle, mutilent l'ensemble. Les panneaux nord demeurent cependant quasiment intacts. La troisième fenêtre en partant du fond figure l'hagiographie de saint Guillaume, ou plutôt de deux saints prénommés ainsi : à gauche saint Guillaume d'Aquitaine abandonne la vie militaire pour l'ascèse, et à droite, saint Guillaume de Malavalle se fait pèlerin et ermite. L'ensemble est attribué au maître de Walbourg de 1461.
Les deux premières fenêtres présentent la vie de sainte Catherine d'Alexandrie. Sans doute légèrement plus tardives, ces scènes sont attribuées à Pierre Hemmel d'Andlau. Deux autres vitraux sont rajoutés à cet ensemble au XVIIe siècle, dans le côté nord. Le plus petit, de genre suisse, représente avec une extrême minutie la Crucifixion et le second figure lui aussi un Calvaire, de manière cependant plus monumentale.
Un vitrail représentant les Noces de Cana comporte des portraits de personnalités protestantes de la fin du XIXe siècle

### Sacristie
La sacristie, à laquelle on accède par une porte à gauche, au fond de la nef, recèle plusieurs objets intéressants. Une gravure, immédiatement à gauche, figure la façade de l'église avant 1667. Un tableau sur le mur de droite, réalisé par un paroissien, présente une vue intérieure de Saint-Guillaume au XVIIIe siècle. Le jubé, entièrement peint, et les tribunes, couvertes de tableaux, y sont difficilement reconnaissables. Pour finir, à gauche, à proximité de l'ancien coq du clocher, une inscription est gravée dans la pierre, dernière trace des bâtiments du couvent, réalisés en 1502 : " Wolt ich arbeiten, ich wer ein Wilhelmer worde " (Si j'avais voulu travailler, je me serais fait moine de Saint-Guillaume).

### Clocher
L'église Saint-Guillaume présente sur son clocher, qui semble décentré selon l'angle de vue, un coq, ainsi qu'une ancre en forme de croix, qui rappelle son ancienne affectation de paroisse de la confrérie des bateliers au XIVe siècle. Une cloche en bronze, fondue en 1755 par Ernest Frédéric Puffendorff, est classée monument historique depuis le 20 novembre 1987, à titre d'objet.
La bière Ancre, brassée par la Brasserie de l'Espérance, tire son nom de l'ancre présente sur le clocher de l'église.

## Pasteurs
- Jules Auguste Redslob (1845-1905), pasteur (1877-)
- Gustave Lasch (1874-1938), pasteur
- Ernest Winstein (pasteur 1996-2009)
- Christophe Kocher, pasteur (2007-2020)
- Daniel Boessenbacher